# Клуковский, Юзеф
Юзеф Клуковский (2 января 1894, Folwark Repełka — 29 апреля 1945, Равенсбрюк или Варшава) — польский скульптор, живописец, график и декоратор, майор артиллерии Войска Польского.

## Биография
Родился 2 января 1894 года в селе Репелка, Гродненская губерния, в семье Ильдефонса и Елены, урождённой Трусевич. Окончил Кадетский корпус в Полоцке и Михайловское артиллерийское училище в Санкт-Петербурге. Служил в русской армии, затем на рубеже 1917 и 1918 годов — в 1-м Польском корпусе в Российской империи, за что был награждён Крестом Храбрых. В 1918—1930 годах служил в Войске Польском. С июня 1919 по октябрь 1920 года — командир 5-го эскадрона конной артиллерии. В 1934 году он служил в Окружном штабе в Варшаве.
Он занимался скульптурой, работой по металлу, графикой и прикладным искусством. Учился в Школе изящных искусств в Варшаве (1919), Краковской академии искусств (1922), школе А. Лхоте в Париже (1928—1932) и в Лондоне. Двукратный призёр конкурсов искусств на Олимпийских играх. В 1932 году в Лос-Анджелесе он получил золотую медаль за свою работу «Спортивный рельеф». Четыре года спустя в Берлине он выиграл серебряную медаль за барельеф «Футболисты».
В 1942—1943 годах он жил в Судуле и в Нагловице с семьёй Радзивиллов. Участвовал в Варшавском восстании 1944 года. После подавления он был арестован и отправлен в лагерь в Заксенхаузен-Ораниенбург. Он умер в 1945 году в концлагере под Берлином.
Большинство его работ было уничтожено во время Второй мировой войны. Некоторые из них сохранились в Национальном музее в Кельце: портрет Кильбасса, портрет Михала Радзивилла, натюрморт с луком, натюрморт с красным перцем, пейзаж и четыре работы в отделе гравюры (две гравюры на дереве, рисунок и монотипия).